# Camoël
Camoël [kamwɛl] est une commune française située dans le département du Morbihan, en région Bretagne.

## Géographie

### Localisation
La commune est située sur la rive sud de l'estuaire de la Vilaine, elle apparaît comme paroisse dès le XIIIe siècle probablement aux dépens d'Assérac.
La rue principale est la rue Paul Ladmirault. Les rues et places secondaires sont la rue de la chapelle, la rue de l'école, la place de l'église et la place de la mairie.

### Relief
| - Carte topographique de la commune de Camoël. |

### Hydrographie
Pour un article plus général, voir Réseau hydrographique du Morbihan.
La commune est située dans le bassin Loire-Bretagne. Elle est drainée par la Vilaine, l'étier du Foy l'étier de Tréhudal l'étier du Palud,,.
La Vilaine, d'une longueur de 218 km, prend sa source dans la commune de Juvigné et se jette  dans l'Océan Atlantique sur la commune, après avoir traversé 56 communes. 

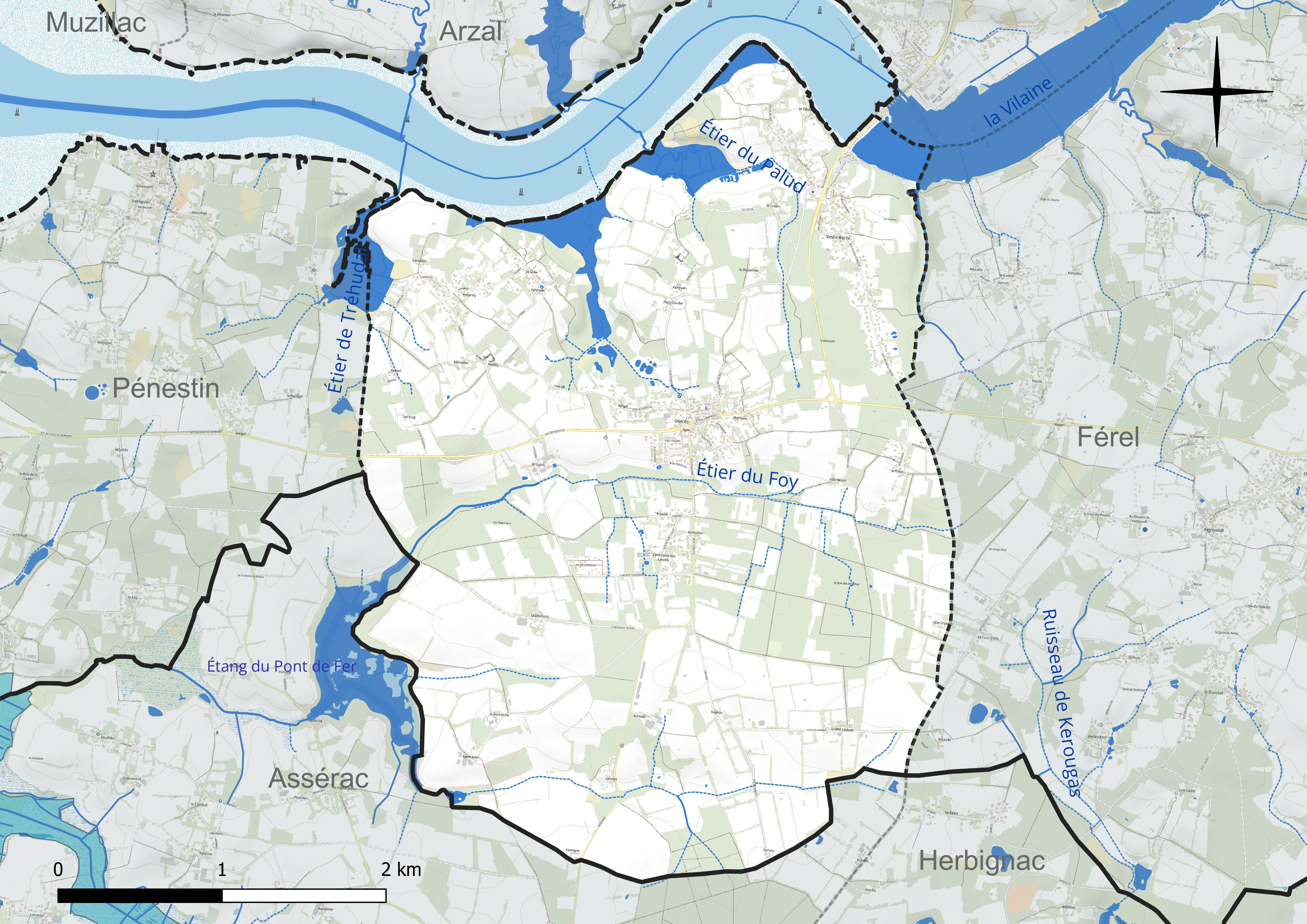
Réseau hydrographique de Camoël.

Deux plans d'eau complètent le réseau hydrographique : la retenue d'Arzal, d'une superficie totale de 383,2 ha (9,81 ha sur la commune) et l'étang du Pont de Fer, d'une superficie totale de 31,5 ha (0,05 ha sur la commune),.

### Climat
Pour des articles plus généraux, voir Climat de la Bretagne et Climat du Morbihan.
En 2010, le climat de la commune est de type climat océanique franc, selon une étude du CNRS s'appuyant sur une série de données couvrant la période 1971-2000. En 2020, Météo-France publie une typologie des climats de la France métropolitaine dans laquelle la commune est exposée à un climat océanique et est dans la région climatique  Bretagne orientale et méridionale, Pays nantais, Vendée, caractérisée par une faible pluviométrie en été et une bonne insolation. Parallèlement l'observatoire de l'environnement en Bretagne publie en 2020 un zonage climatique de la région Bretagne, s'appuyant sur des données de Météo-France de 2009. La commune est, selon ce zonage, dans la zone « Littoral doux », exposée à un climat venté avec des étés cléments.  
Pour la période 1971-2000, la température annuelle moyenne est de 12 °C, avec une amplitude thermique annuelle de 12,4 °C. Le cumul annuel moyen de précipitations est de 828 mm, avec 12,6 jours de précipitations en janvier et 6,1 jours en juillet. Pour la période 1991-2020, la température moyenne annuelle observée sur la station météorologique la plus proche, située sur la commune d'Arzal à 4 km à vol d'oiseau, est de 12,3 °C et le cumul annuel moyen de précipitations est de 887,0 mm,. Pour l'avenir, les paramètres climatiques de la commune estimés pour 2050 selon différents scénarios d’émission de gaz à effet de serre sont consultables sur un site dédié publié par Météo-France en novembre 2022.

## Urbanisme

### Typologie
Au 1er janvier 2024, Camoël est catégorisée commune rurale à habitat dispersé, selon la nouvelle grille communale de densité à sept niveaux définie par l'Insee en 2022.
Elle est située hors unité urbaine et hors attraction des villes,.
La commune, bordée par l'estuaire de la Vilaine, est également une commune littorale au sens de la loi du 3 janvier 1986, dite loi littoral. Des dispositions spécifiques d’urbanisme s’y appliquent dès lors afin de préserver les espaces naturels, les sites, les paysages et l’équilibre écologique du littoral, tel le principe d'inconstructibilité, en dehors des espaces urbanisés, sur la bande littorale des 100 mètres, ou plus si le plan local d’urbanisme le prévoit.

### Occupation des sols
L'occupation des sols de la commune, telle qu'elle ressort de la base de données européenne d’occupation biophysique des sols Corine Land Cover (CLC), est marquée par l'importance des territoires agricoles (68,9 % en 2018), en diminution par rapport à 1990 (73,1 %). La répartition détaillée en 2018 est la suivante : 
terres arables (31,5 %), zones agricoles hétérogènes (18,9 %), prairies (18,6 %), forêts (14,2 %), zones humides côtières (7,5 %), zones urbanisées (7,2 %), eaux maritimes (1,1 %), zones industrielles ou commerciales et réseaux de communication (0,7 %), eaux continentales (0,5 %). L'évolution de l’occupation des sols de la commune et de ses infrastructures peut être observée sur les différentes représentations cartographiques du territoire : la carte de Cassini (XVIIIe siècle), la carte d'état-major (1820-1866) et les cartes ou photos aériennes de l'IGN pour la période actuelle (1950 à aujourd'hui).

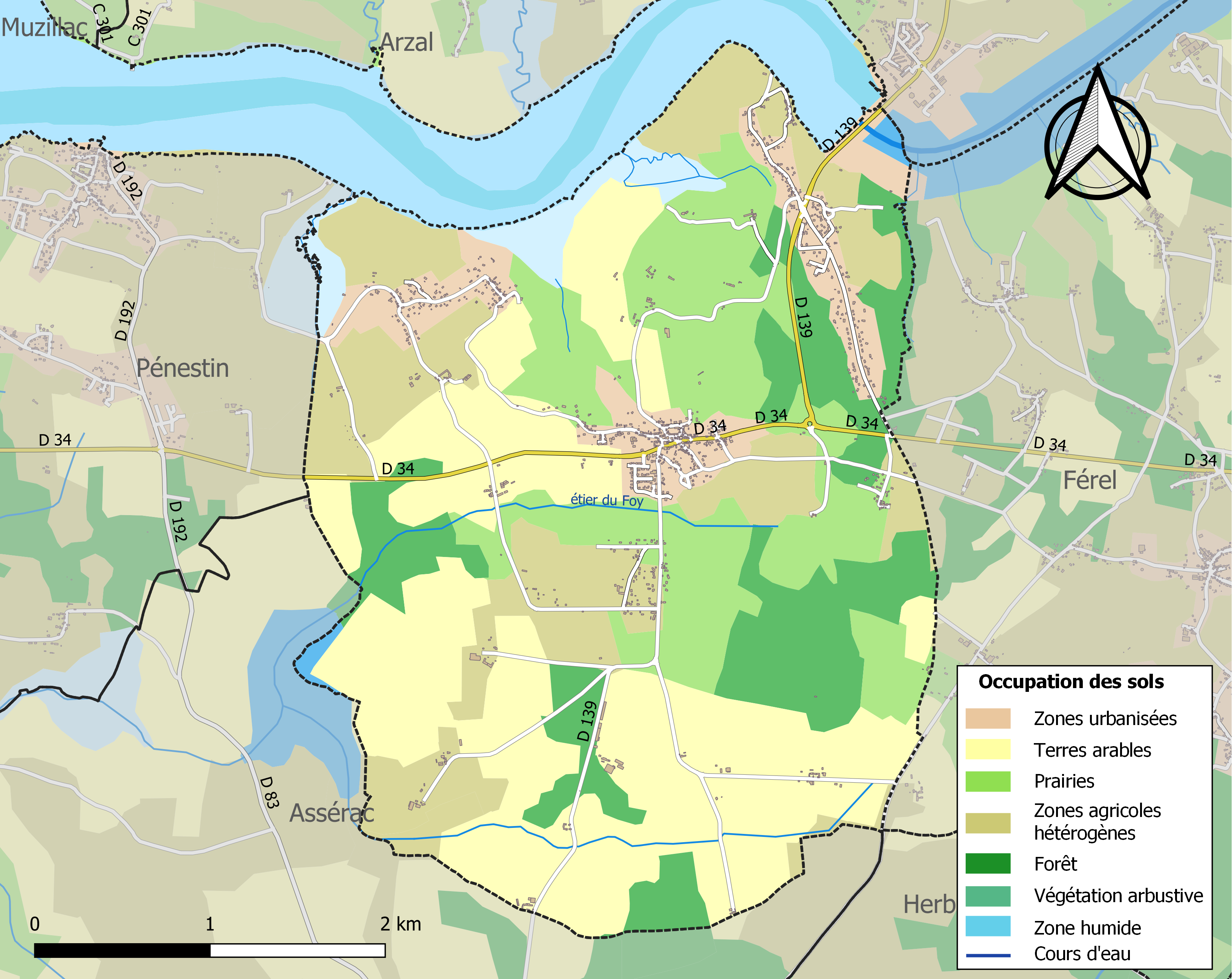
Carte des infrastructures et de l'occupation des sols de la commune en 2018 (CLC).

## Toponymie
Le nom de la localité est attesté sous les formes Camoil en 1287, Camoil, Carmoil et Camoel en 1557, Camoil en 1779.
Il procède du breton camp (champs) et moël (chauve), donnant le sens de champs dénudé.
Camoua ou Camouè en gallo.

## Histoire
La langue bretonne y fut parlée jusque dans la première moitié du XIXe siècle[réf. nécessaire].

## Politique et administration
| Période                                  | Période   | Identité        | Étiquette | Qualité                                                                                       |
| ---------------------------------------- | --------- | --------------- | --------- | --------------------------------------------------------------------------------------------- |
| Les données manquantes sont à compléter. |           |                 |           |                                                                                               |
| ca. 1974                                 |           | Auguste Vilaine | SE        | Agriculteur                                                                                   |
| mars 1977                                | mars 1983 | Pierre Gilloury |           |                                                                                               |
| mars 1983                                | mars 2001 | Joseph Bertho   |           | Ancien marin pêcheur                                                                          |
| mars 2001                                | mars 2014 | Guy Bertho      | DVD       | Cadre comptable retraité 9e vice-président de Cap Atlantique (2008 → 2014) Frère du précédent |
| mars 2014 Réélu en 2020                  | En cours  | Bernard Le Guen |           | Professeur des écoles retraité 4e vice-président de Cap Atlantique (2020 → )                  |

## Démographie
L'évolution du nombre d'habitants est connue à travers les recensements de la population effectués dans la commune depuis 1793. Pour les communes de moins de 10 000 habitants, une enquête de recensement portant sur toute la population est réalisée tous les cinq ans, les populations de référence des années intermédiaires étant quant à elles estimées par interpolation ou extrapolation. Pour la commune, le premier recensement exhaustif entrant dans le cadre du nouveau dispositif a été réalisé en 2006.

En 2022, la commune comptait 1 156 habitants, en évolution de +15,37 % par rapport à 2016 (Morbihan : +3,82 %, France hors Mayotte : +2,11 %).
| 1793 | 1800 | 1806 | 1821 | 1831 | 1836 | 1841 | 1846 | 1851 |
| ---- | ---- | ---- | ---- | ---- | ---- | ---- | ---- | ---- |
| 361  | 374  | 411  | 403  | 404  | 459  | 530  | 560  | 592  |

| 1856 | 1861 | 1866 | 1872 | 1876 | 1881 | 1886 | 1891 | 1896 |
| ---- | ---- | ---- | ---- | ---- | ---- | ---- | ---- | ---- |
| 597  | 595  | 626  | 623  | 699  | 706  | 706  | 664  | 668  |

| 1901 | 1906 | 1911 | 1921 | 1926 | 1931 | 1936 | 1946 | 1954 |
| ---- | ---- | ---- | ---- | ---- | ---- | ---- | ---- | ---- |
| 619  | 657  | 698  | 632  | 615  | 572  | 542  | 591  | 572  |

| 1962 | 1968 | 1975 | 1982 | 1990 | 1999 | 2006 | 2011 | 2016  |
| ---- | ---- | ---- | ---- | ---- | ---- | ---- | ---- | ----- |
| 574  | 541  | 479  | 559  | 598  | 655  | 815  | 955  | 1 002 |

| 2021  | 2022  | - | - | - | - | - | - | - |
| ----- | ----- | - | - | - | - | - | - | - |
| 1 122 | 1 156 | - | - | - | - | - | - | - |

## Culture et patrimoine

### Lieux et monuments
- L'église Saint-Martin.
- La chapelle Notre-Dame-de-la-Salette.
- La fontaine Notre-Dame-de-la-Salette.

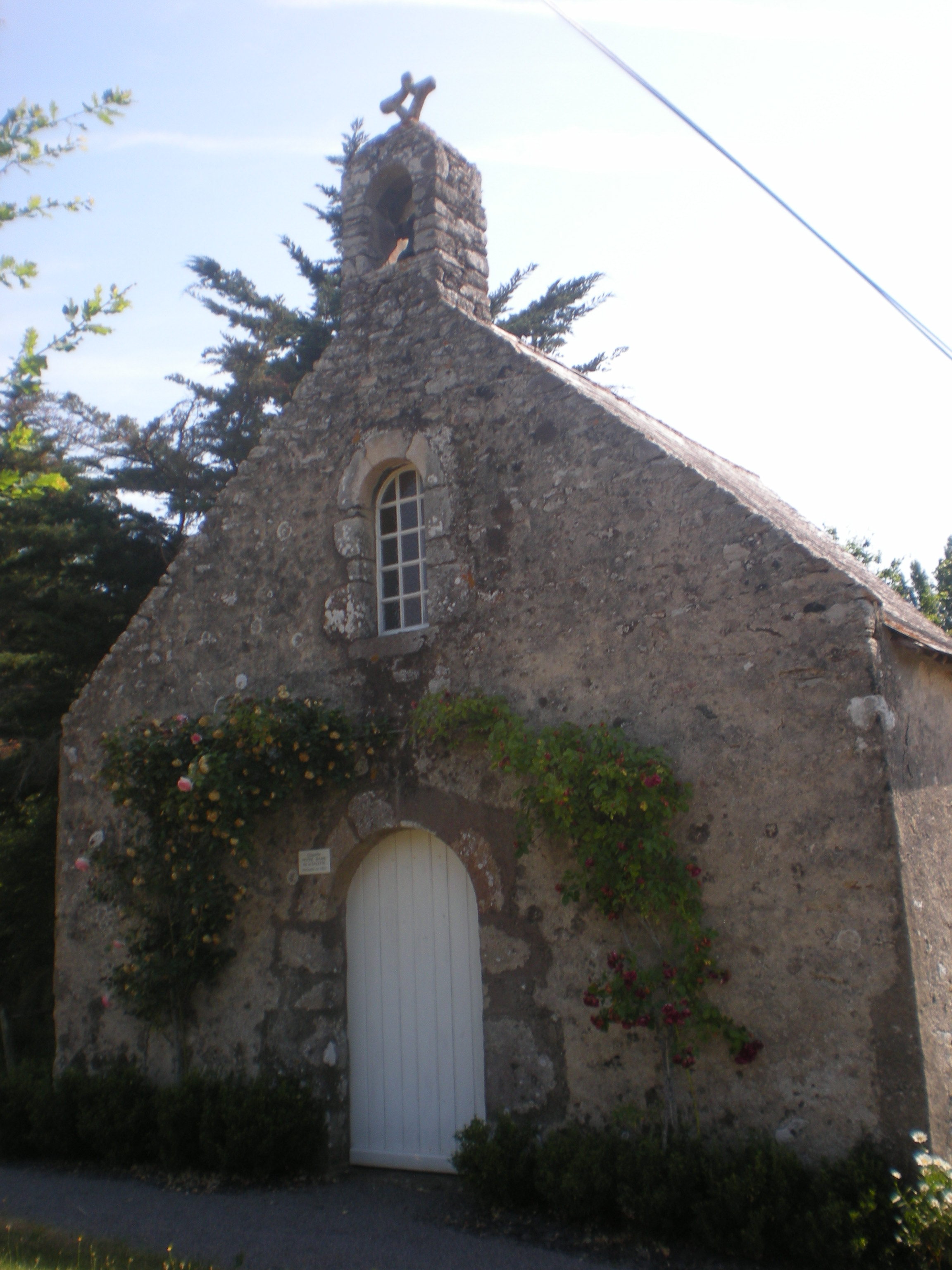
La chapelle Notre-Dame-de-la-Salette.
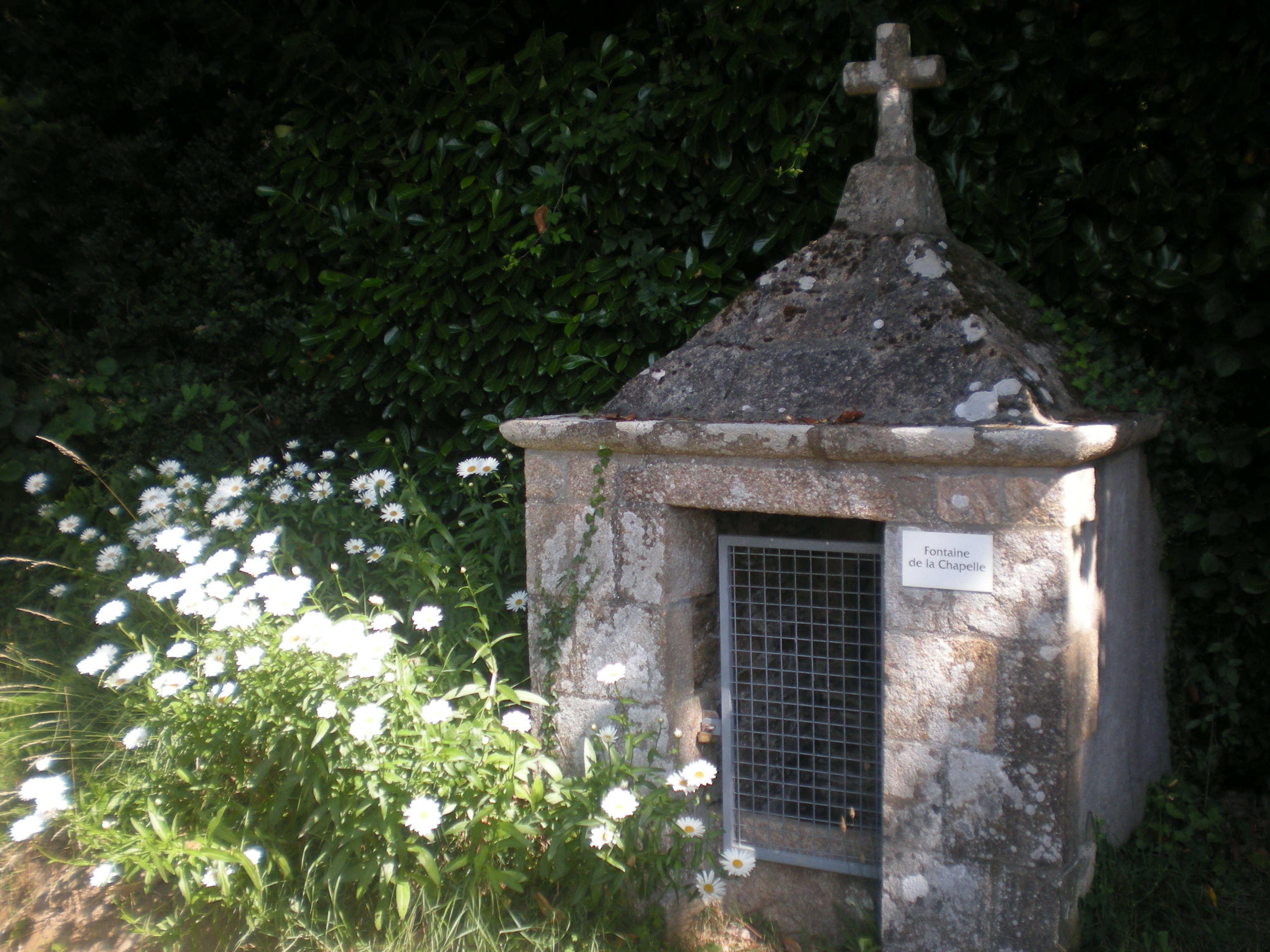
La fontaine Notre-Dame-de-la-Salette.

## Personnalités liées à la commune
- Paul Ladmirault, compositeur, y mourut en 1944 et la rue principale de la commune lui fut dédiée.